# 拉林满族镇
拉林满族镇是中国黑龙江省哈尔滨市五常市下辖的一个民族镇，位于五常市北部。

## 行政区划
现辖：
解放社区、民主社区、铁路社区、胜利社区、北土社区、南老营村、东门村、镇北村、西黄旗村、北土村、双桥村、后红村、石人村、大沟村、正黄村、韩乡村、太平村和民丰村。